# OSC Potsdam
Der OSC Potsdam, voller Name: Olympischer Sportclub Potsdam Luftschiffhafen e. V., ist ein Sportverein in der Hauptstadt Brandenburgs Potsdam mit der Adresse Am Luftschiffhafen 2 im Sportpark am Templiner See.
Der OSC Potsdam wurde am 27. September 1990 gegründet. Er ist Nachfolgeverein des ASK Vorwärts Potsdam, dessen Gründung am 1. Oktober 1956 erfolgte und der nach der Wiedervereinigung 1990 aufgelöst wurde.
Der Verein hat Abteilungen für Modernen Fünfkampf, Wasserball, Schwimmen (Potsdamer SV), Kanu-Rennsport, Leichtathletik, Triathlon, Fechten und Radsport. Im Verein werden Freizeit- und Breitensport sowie Leistungssport betrieben. Die Wasserball-Männermannschaft spielt in der Deutschen Wasserball-Liga. Unter dem Schwimmtrainer Jörg Hoffmann trainieren unter anderem Jaana Ehmcke und der ehemalige Darmstädter Yannick Lebherz. Renommierte Kanuten unter Trainer Jürgen Eschert sind Tim Wieskötter und Sebastian Brendel.